# يوشيهيرو اوشيمورا
يوشيهيرو اوشيمورا (باليابانية: 内村 圭宏) (24 أغسطس 1984 في هيوغو في اليابان – )؛ هو لاعب كرة قدم ياباني سابق كان يلعب كمهاجم.

## وصلات خارجية
- يوشيهيرو اوشيمورا على موقع رابطة كرة القدم اليابانية للمحترفين (اليابانية)
- يوشيهيرو اوشيمورا على موقع قاعدة بيانات كرة القدم.إي يو (الإنجليزية)
- يوشيهيرو اوشيمورا على موقع Soccerway.com (الإنجليزية)
- يوشيهيرو اوشيمورا على موقع عالم كرة القدم.نت (الإنجليزية)